# Bloedbad

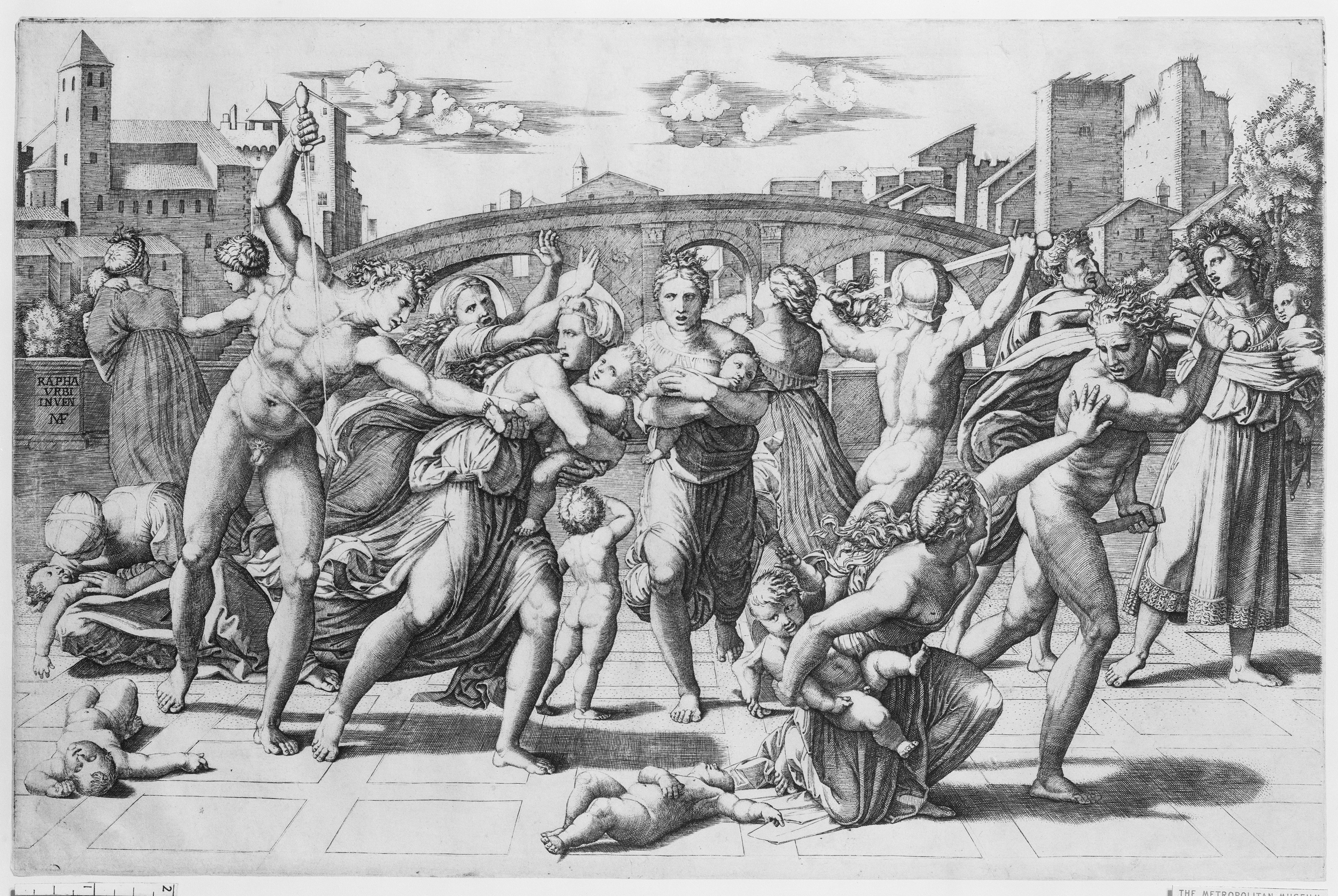
The Massacre of the Innocents (1512-1513) over de Kindermoord van Bethlehem

Een bloedbad is de moord op meerdere personen in een incident. Doorgaans zijn de slachtoffers van een bloedbad onschuldige burgers, of anderszins personen die ongewapend zijn of zich niet kunnen verdedigen. Bloedbaden kunnen gepleegd worden door een individu, door een staat (bijvoorbeeld nazi-Duitsland) of door een organisatie (bijvoorbeeld een terroristische). Bloedbaden vinden vaak plaats in oorlogstijd of onder repressieve regimes. 
Genocides kunnen als een extreme vorm van een bloedbad gezien worden. Als een moordpartij een bloedbad wordt genoemd gaat het dus meestal om een incident met een politieke betekenis, hoewel moordpartijen met een criminele achtergrond ook weleens zo worden aangeduid, zoals het Valentijnsdagbloedbad. Er bestaat geen volkenrechtelijke definitie van een bloedbad, daar meeste bloedbaden al onder de noemer van oorlogsmisdaad of misdaad tegen de menselijkheid vallen, of om een andere manier strafbaar zijn. 
De mensenrechtencommissie van Guatemala, waar in de jaren 80 een genocide op Maya-indianen heeft plaatsgevonden, heeft het begrip bloedbad (matanza) als volgt gedefinieerd: "Als bloedbad zal worden beschouwd de executie van vijf of meer personen, op dezelfde plek, als onderdeel van dezelfde operatie en waarvan de slachtoffers in een staat waren waarbij zij zich niet kunnen verdedigen."